# Motor Construction Co.
Motor Construction Co. Ltd war ein britischer Hersteller von Automobilen.

## Unternehmensgeschichte
Das Unternehmen aus Nottingham begann 1902 mit der Produktion von Automobilen. Der Markenname lautete Vapomobile. 1904 endete die Produktion.

## Fahrzeuge
Im Angebot standen Dampfwagen. Die Dampfmotoren lieferte Mason aus den USA. Zur Wahl standen Motoren mit 5 PS, 7 PS und 12 PS. Die beiden kleineren Modelle hatten Hebellenkung. Nur das größte Modell verfügte über ein Lenkrad. Das Unternehmen gab an, dass ab 1903 auch Motoren aus britischer Fertigung zur Wahl standen, die allerdings teurer waren.